# Danska Davis Cup reprezentacija
Danska Davis Cup reprezentacija je nacionalni teniski sastav Danske koji predstavlja zemlju na međunarodnom reprezentativnom teniskom natjecanju kao što su Davis Cupu.
Danska je dosad svoj najveći reprezentativni uspjeh ostvarila 1921. godine kada je debitirala na Davis Cupu. Tada je stigla do polufinala u kojem je poražena od Australije.  Posljednji veći rezultat je nastup u četvrtfinalu 1988. godine gdje su poraženi od Zapadne Njemačke (5:0).

## Trenutni roster
- Frederik Nielsen
- Martin Pedersen
- Thomas Kromann
- Christoffer Kønigsfeldt

## Vanjske poveznice
- Davis Cup.com - Denmark